# Maria Sundin
Maria Sundin, född 17 mars 1965 i Göteborg, är universitetslektor i fysik Göteborgs universitet. År 1994 disputerade hon på en avhandling om skivgalaxers inbördes rörelser, och hon medverkade i teamet bakom bilden 1999 från Hubble-teleskopet på de två kolliderande galaxerna NGC2207 och IC2163. Hon har också publicerat forskning inom området Galactic Habitable Zone. 1995 efterträdde hon Curt Roslund som ansvarig för orienteringskurserna i astronomi vid Göteborgs universitet.
Hon har publicerat både vetenskapliga och populärvetenskapliga artiklar om astronomi och sedan 2014 även om hästforskning. Tack vare engagemang i bland annat radio och tv, till exempel i programmen Go'kväll i SVT (2015-2018, 2022-), Christer och Morgan rapporterar i Sveriges radio P3 (2014-2015) och i stort sett varje vecka i P4 Extra (2014-2023) har hon blivit en av Sveriges bäst kända astronomer. Tillsammans med konstnären Daniel Oberti hade hon det tvärvetenskapliga samarbetet Star Dancers. Maria Sundin är gift med författaren Peter Ekberg. 

## Priser
- År 2012 tilldelades hon Göteborgs universitets pedagogiska pris.[11]
- År 2020 tilldelades hon Åforsks kunskapspris för sina insatser i att sprida vetenskap. [12]
- År 2023 tilldelades hon Synergipriset vid Naturvetenskapliga Fakulteten vid Göteborgs universitet.[13]